# Bushmakinita
La bushmakinita és un mineral de la classe dels fosfats, que pertany al supergrup de la brackebuschita. Rep el nom en honor del mineralogista rus A. F. Bushmakin (1947-1999).

## Característiques
La bushmakinita és un fosfat de fórmula química Pb₂Al(PO₄)(VO₄)(OH). Va ser aprovada com a espècie vàlida per l'Associació Mineralògica Internacional l'any 2001. Cristal·litza en el sistema monoclínic. La seva duresa a l'escala de Mohs es troba entre 3 i 3,5.
Segons la classificació de Nickel-Strunz, la bushmakinita pertany a «08.BG: Fosfats, etc. amb anions addicionals, sense H₂O, amb cations de mida mitjana i gran, (OH, etc.):RO₄ = 0,5:1» juntament amb els següents minerals: arsentsumebita, bearthita, brackebuschita, gamagarita, goedkenita, tsumebita, arsenbrackebuschita, feinglosita, tokyoïta, calderonita, melonjosephita i tancoïta.

## Formació i jaciments
Va ser descoberta a la mina Severnaya, dins el dipòsit d'or de Berezovskoe, a la localitat d'Iekaterinburg (óblast de Sverdlovsk, Rússia). També ha estat descrita a Fumade (Occitània, França) i a la mina d'or Penny West (Austràlia Occidental). Aquests tres indrets són els únics de tot el planeta on ha estat descrita aquesta espècie mineral.